# Ferenciek tere (métro de Budapest)
Pour la place, voir Ferenciek tere.
Ferenciek tere est une station du métro de Budapest. Elle est sur la  .

## Lieu remarquable à proximité
- Bibliothèque universitaire d'ELTE
- Maison Brudern, notamment la Cour de Paris et le Théâtre József Katona
- Les palais Klotild
- Église franciscaine Saint-Pierre d'Alcántara
- Fontaine des Néréides
- Palais Ybl